# Iepenholtekussentje
Het iepenholtekussentje (Platychora ulmi) is een schimmel behorend tot de Didymellaceae. De biotrofe parasiet leeft op afgevallen bladeren van de iep (Ulmus minor en  Ulmus procera). Het heeft korstvormige, bovenzijdige, zwarte stromata net onder de epidermis. Hierin liggen ingebed de ascomata.

## Verspreiding
In Nederland komt het iepenholtekussentje uiterst zeldzaam voor.